# 施陶埃利戰役
施陶埃利戰役發生於1830年6月18日至19日，是法蘭西王國與阿爾及爾攝政在阿爾及利亞西部的一場戰鬥，法軍試圖直攻阿爾及利亞首都。

## 前奏
當法軍在西迪弗雷吉下船時，一支由耶尼切里和大批士兵組成的大軍聚集在附近的施陶埃利高原上。阿爾及利亞軍隊總人數超過50,000 人，其中包括5,000名耶尼切里、10,000名摩爾人士兵、30,000名來自奧蘭、提特里、美狄亞的士兵和10,000名卡拜爾人戰士。

## 經過
阿爾及利亞軍隊穿過濃霧從高原上大規模衝鋒，襲擊了法國的前哨，但很快就被法軍的炮火和刺刀擊退了。
阿爾及利亞的主要部隊在易卜拉欣·阿加的指揮下，襲擊了法國左翼。攻擊短暫地成功了，但法軍調派軍隊來穩住陣線。阿爾及利亞人看到增援部隊後猶豫並撤退，而法國人則發起了全面的刺刀衝鋒。
法軍在經過一段時間成功追上陣地，隨著法軍的衝鋒，阿爾及利亞軍隊的撤退逐漸變成潰敗。

## 後果
法軍奪取敵軍遺留下來的大量物資和牲畜，並只損失少量兵力。

## 註腳
1. 1 2  Youcef, BELHANI. . spider-dz.com. 10 September 2012  [8 March 2017]. （原始内容存档于24 February 2017）.
2. 1 2  Rousset 1879，第138頁.
3. ↑  D'Ault-Dumesnil, Edouard. . Lecoffre. 1868: 240.
4. ↑  . www.algerie-ancienne.com.   [2021-03-23]. （原始内容存档于2018-10-04）.
5. ↑  D'Ault-Dumesnil 1868，第240頁.
6. ↑  De Quatrebarbes, Théodore. . Dentu. 1831: 35.
7. 1 2  Rousset 1879，第135頁.
8. 1 2  Blakesley 1859，第69頁.
9. 1 2  D'Ault-Dumesnil 1868，第242頁.
10. ↑  Blakesley, Joseph William. . McMillan and Co. 1859: 69.
11. ↑  De Quatrebarbes 1831，第40頁.
12. ↑  Rousset 1879，第140頁.
13. ↑  RoussetOutpost (military)1879，第144頁.